# Rebecca Amuge Otengo
Rebecca Amuge Otengo là một chính trị gia người Uganda. Bà là Bộ trưởng Nhà nước hiện tại của miền Bắc Uganda trong Nội các của Uganda. Bà được bổ nhiệm vào vị trí đó vào ngày 27 tháng 5 năm 2011. Rebecca Amuge là một thành viên của Quốc hội được bầu làm Đại diện Phụ nữ của quận Alebtong.
Rebecca Amuge sinh ngày 26 tháng 4 năm 1966 tại tiểu vùng Lango, miền Bắc Uganda. Bà đã theo học tại trường trung học nữ St. Kinda để theo học O-Level, trước khi chuyển sang trường Tiến sĩ Obote ở Lira, để theo học A-Level. Năm 1990, bà đã nhận được bằng Cao đẳng về Nghiên cứu Kinh doanh từ trường Đại học Thương mại Uganda, nhưng hiện được gọi là Trường Kinh doanh Đại học Makerere. Năm 2008, bà lấy bằng Cử nhân Nghệ thuật Quản lý Nhân sự tại Đại học Makerere, trường đại học công lập lâu đời nhất ở Uganda. Cùng năm đó, bà đã được Trung tâm Phát triển Luật trao tặng Chứng nhận Luật Hành chính. Năm 2010, Đại học Makerere đã trao cho bà tấm bằng Thạc sĩ Khoa học về Quản lý Nhân sự.

## Nghề nghiệp
Amuge Otengo bắt đầu sự nghiệp của mình vào năm 1991 với tư cách là Giám đốc / Huấn luyện viên Nhân sự tại Sun-Set Group, phục vụ trong khả năng đó cho đến năm 1993. Sau đó, bà làm việc như một người hướng dẫn nhân sự tại dự án tỉnh Church of Uganda ở Jinja, từ năm 1993 đến năm 1995. Từ năm 1996 đến 2001, bà là Điều phối viên Dự án tại Nhà thờ Uganda, Giáo phận Lango. Từ năm 2002 đến 2006, bà giữ chức Phó chủ tịch chính quyền địa phương huyện Lango. Năm 2006, bà được bầu vào Quốc hội để đại diện cho phụ nữ ở quận Lira, phục vụ từ năm 2006 đến 2011. Năm 2011, bà tranh cử vào ghế nghị viện của Đại diện Phụ nữ cho Quận Alebtong mới thành lập và được bầu. Vào tháng 5 năm 2011, bà được bổ nhiệm làm Bộ trưởng Bộ Ngoại giao cho miền Bắc Uganda; thay thế David Wakinona, người được bổ nhiệm làm Bộ trưởng Thương mại và Cổ vật Nhà nước.
Rebecca Amuge Otengo đã có chồng và con. Bà thuộc đảng chính trị Phong trào Kháng chiến toàn quốc.